# 莫吉廖夫省
莫吉廖夫省（羅馬化：Mogilyovskaya guberniya）是俄羅斯帝國的一個省，範圍大致包括白俄羅斯東部，即莫吉廖夫州東部和戈梅利州東部。面積48,682平方公里，1897年人口1,686,764人。首府莫吉廖夫。
1772年建省。1919年被撤銷。